# José Iranzo Presencia
José Iranzo Presencia (Onteniente, 10 de febrero de 1833 - Valencia, 1905) fue un abogado y político español.
Miembro de una familia de burgueses terratenientes, estudió en los escolapios de Valencia y se licenció en Derecho en la Universidad de Valencia en 1856. Miembro de la Unión Liberal, en 1866 se casó con la hija de Manuel Benedito Calzada. Fue miembro de la Junta del Colegio de Abogados de Valencia y apoyó la revolución de 1868 que puso término al reinado de Isabel II. Así, se adscribió al Partido Constitucional y fue miembro de la Diputación de Valencia en 1874 y en 1878 por el distrito del Mercado de Valencia. En 1873 fue vocal de la Junta del Puerto de Valencia. Después se incorporó al Partido Liberal, con el que fue diputado al Congreso por el distrito electoral de Albaida en las elecciones generales de 1881 y 1886. En 1885 fue nombrado alcalde de Valencia, en sustitución de José María Ruiz de Lihory, pero tuvo que renunciar un año después para poder ocupar el escaño, siendo sustituido por Manuel Sapiña. En 1890 presidió el Círculo Liberal de Valencia, fue miembro de la Real Academia de Bellas Artes de San Carlos y consejero de la sucursal del Banco de España en Valencia. Fue senador por la provincia de Valencia entre 1894-1896. En 1898 sufrió una apoplejía que le obligó a retirarse de la política. Fue padre del también político Manuel Iranzo Benedito.